# MPi AK-74N
MPi AK-74N — восточногерманская лицензионная копия советского автомата АК-74.

## Производство
Производство автоматов семейства АК велось в ГДР с 1958 года под названием MPi-K. Производитель автоматов — оружейный завод имени Эрнста Тельмана (VEB Fahrzeug und Waffenfabrik «Ernst Thälmann»). В 1961 году в стране началось производство уже собственной лицензионной версии, MPi-KM. В 1972 году начата модернизация версии MPi-KM 72, однако к концу десятилетия в ГДР задумались над заменой автомата на новую версию.
В 1981 году ГДР приобрела лицензию на производство АК-74, после чего в оружие внесли несколько изменений. Новый образец получил индекс MPi AK-74N. Изменения заключались в изготовлении нового приклада и цевья, выполненных из серо-голубого (реже тёмно-коричневого) пластика. Приклад имел характерную пунктирную структуру. Вариант со складным прикладом получил вариант MPi AKS-74N. Также был разработан автомат MPi AK-74NK, отличавшийся укороченным стволом.
Автомат MPi AK-74N поставлялся Национальной народной армии и Народной полиции с 1982 года. В 1990 году, после объединения Германии, производство прекратилось. Оставшиеся экземпляры перешли ФРГ: NSN 1005-12-700-0022 — MPi-AK-74N, NSN 1005-12-700-0023 — MPi-AKS-74N и NSN 1005-12-700-0024 — MPi-AKS-74NK

## Описание
Автоматика оружия основана на принципе отвода пороховых газов с длинным ходом газового поршня. Затворная рукоять находится справа. Спусковой механизм соединён с переводчиком режима огня, играющим также роль предохранителя. Используются коробчатые магазины на 30 патронов, совместимые с АК-74. Используется либо жёсткий приклад (MPi AK-74N), либо складной (MPi AKS-74N и MPi AKS-74NK). Прицельные приспособления — мушка и целик.